# Giorgio Pighi
Giorgio Pighi (Modena, 4 aprile 1949) è un politico italiano.
Sindaco di Modena dal 2004 al 2014, svolge la professione di avvocato. È stato docente di diritto penale all'Università degli Studi di Modena e Reggio Emilia, dove anche dopo il pensionamento ha continuato a insegnare politiche della sicurezza urbana.

## Biografia

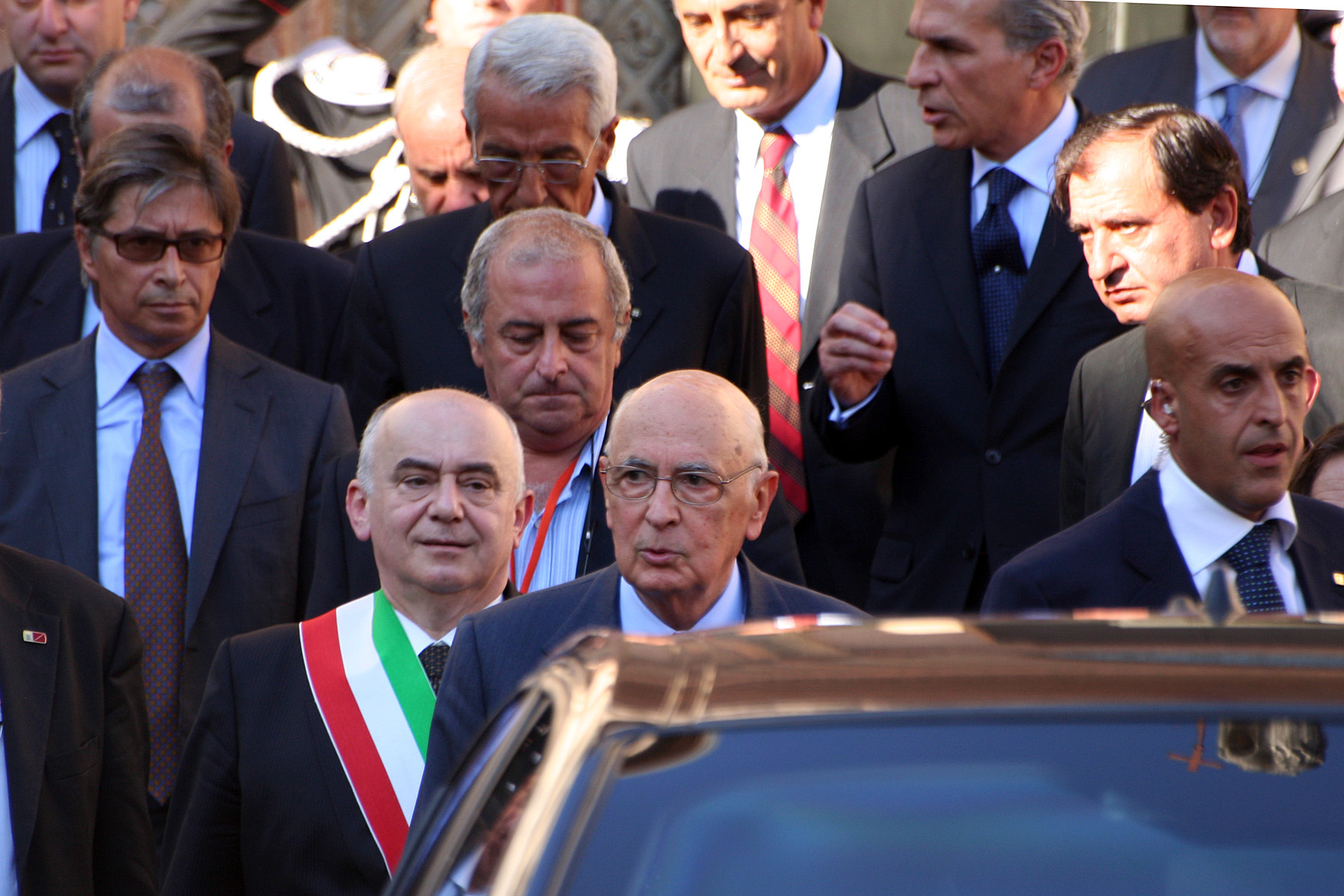
Pighi (con la fascia tricolore) con il Presidente della Repubblica Italiana Giorgio Napolitano nel 2007, in occasione dei funerali di Luciano Pavarotti

Consegue la maturità classica presso il liceo classico Muratori di Modena per poi laurearsi con lode, nel 1973, presso la locale università con una tesi in tema di devianza e diritto penale minorile (Minore deviante e processo penale). Nel triennio successivo, si specializza in criminologia con lode presso l'Università degli Studi di Genova.
Nel 1976 ottiene l'abilitazione a procuratore legale e nel 1990 alle cause in Cassazione.

## Attività politica
Nel 1995 viene eletto consigliere comunale nel comune di Modena nelle liste del PDS, ruolo che ricoprirà fino all'elezione a sindaco il 13 giugno 2004. Viene riconfermato alla guida della città il 7 giugno 2009.
Vicepresidente di EFUS (European Forum for Urban Security) dal 2008 al 2010, nel 2010 viene nominato presidente di FISU (Forum Italiano per la Sicurezza Urbana), ruolo che ricoprirà fino al 2014. Nel 2013 Il presidente di ANCI e sindaco di Torino Piero Fassino gli conferisce la delega nazionale sulle materie della sicurezza, dell'immigrazione e della legalità, carica che mantiene fino al congresso di ANCI del novembre 2014.

## Vicende giudiziarie

### Pista prove di Marzaglia
A Novembre 2013 viene indagato per abuso d’ufficio e lottizzazione abusiva in merito alla costruzione dell’autodromo di Marzaglia. A gennaio 2015 cadeva l’accusa per lui e venivano rinviati a giudizio 2 dirigenti comunali con il progettista della Vintage Spa. Dopo la prescrizione di 4 attivisti anarchici  per lo sgombero dall'area, il loro circolo si costituiva parte civile contro il Comune della ex giunta Pighi. A giugno dell'anno successivo il processo si concludeva con l'assoluzione.

### Chioscopoli al Parco delle Rimembranze
A luglio 2014 come ex sindaco risulta indagato con altri 2 suoi ex assessori e 6 dirigenti per abuso urbanistico e paesistico in un parco cittadino a causa della concessione del permesso di costruirvi alcuni chioschi, che il Comune aveva previsto dovessero sostituire vecchie strutture mobili. La posizione di Pighi viene archiviata l'anno successivo insieme a 2 dirigenti, mentre gli assessori ed i dirigenti furono tutti assolti "perché il fatto non sussiste" e la sentenza di assoluzione piena fu confermata in appello, rigettando l'appello del Pubblico ministero e della parte civile "Italia Nostra". I chioschi furono dissequestrati e la loro costruzione poté continuare secondo il progetto originario, ritenuto conforme alle norme vigenti.

## Opere
- Il perdono giudiziale, Modena, Grafiche Toschi, 1984.
- Sicurezza, legalità e coesione sociale : governo locale e prevenzione dell'insicurezza nella politica modenese, Milano, F. Angeli, 2006, ISBN 88-464-7225-X.
- La sicurezza urbana indivisibile. Le politiche locali di prevenzione integrata, Milano, F. Angeli, 2014, ISBN 978-88-917-0876-2.
- Sicurezza urbana integrata e sistema punitivo, Torino, Giappichelli, 2019, ISBN 978-88-921-3135-4.
- Introduzione al corso di diritto e politiche della sicurezza urbana, Modena, Mucchi, 2023, ISBN 978-88-7000-984-2.